# Гуманність
Гума́нність (лат. humanus — людяний) — любов, увага до людини, повага до людської особистості; добре ставлення до всього живого; людяність, людинолюбство. Система установок особистості щодо людини, групи людей, живої істоти, обумовлена моральними нормами і цінностями, представлена у свідомості переживаннями жалю і реалізована у спілкуванні і діяльності в актах сприяння чи допомоги.
У вузькому сенсі гуманність — прагнення не завдавати страждань людині наскільки це можливо.
В життєвому і психологічному сенсі гуманність як якість і істотна властивість людини включає в себе:
- Альтруїзм (доброту);
- Моральність як сукупність життєвих правил поведінки, що реалізують альтруїзм і пригнічують егоїзм;
- Волю, як душевну силу, що реалізовує альтруїстичну і моральну поведінку в боротьбі з власним егоїзмом (див. воля (психологія) і воля (філософія)).

Без кожної з цих складових — альтруїзму, моральності і сили волі — гуманність немислима і існувати в дії, в дійсності, як реальна і дійсна людяність не може.